# Турен, Марисоль
Марисо́ль Туре́н (фр. Marisol Touraine; род. 7 марта 1959 года, Париж) — французский политический и государственный деятель, министр социальных вопросов и здравоохранения (2012—2017 годы).

## Биография

### Ранние годы
Дочь известного французского социолога Алена Турена и уроженки Чили, научной сотрудницы Адрианы Аренас Писарро (Adriana Arenas Pizarro), умершей в 1990 году.
Окончила Высшую нормальную школу для девушек и Институт политических исследований, училась в Гарвардском университете.

### Политическая карьера
Начинала политическую карьеру в Генеральном секретариате обороны и национальной безопасности Франции.
С 1988 по 1991 год являлась советником премьер-министра Мишеля Рокара, в 1997 году впервые приняла участие в выборах и стала депутатом Национального собрания Франции от департамента Эндр и Луара, тогда же вошла в возглавляемый Франсуа Олландом национальный секретариат партии, где отвечала за формулирование политики социальной солидарности.
В 1998 году избрана в Генеральный совет департамента Эндр и Луара, в 2002 году проиграла перевыборы в Национальное собрание в 3-м округе этого департамента, в 2007 году вернула себе мандат. В 2008—2011 годах являлась заместителем председателя Генерального совета департамента Эндр и Луара, в 2011—2012 годах — председателем.

### Министр социалистических правительств
16 мая 2012 года стала министром социальных вопросов и здравоохранения в первом правительстве Жана-Марка Эро, 18 июня 2012 получила тот же портфель во втором правительстве Эро.
31 мая 2013 года предложила запретить использование электронных сигарет в общественных местах, а также лицами в возрасте до 18 лет.
20 июля 2013 года выступила с законодательной инициативой об учреждении свободных от табакокурения зон — таких как общественные парки, пляжи, университетские городки и окрестности школ.
Сохранила прежнюю должность в первом правительстве Мануэля Вальса, сформированном 31 марта 2014 года, а во втором его правительстве 26 августа 2014 года стала министром социальных вопросов, здравоохранения и по обеспечению прав женщин.
С 6 декабря 2016 года — министр социальных вопросов и здравоохранения в правительстве Бернара Казнёва.
17 мая 2017 года сформировано правительство Эдуара Филиппа, в котором портфель министра солидарности и здравоохранения достался Аньез Бузин, а Турен не получила никакого назначения.

### В оппозиции
На парламентских выборах 2017 года попыталась вернуться в Национальное собрание, выставив свою кандидатуру от социалистов в 3-м округе департамента Эндр и Луара, но 18 июня проиграла во втором туре с результатом 43,41 % центристке Софи Окони.

## Семья
4 сентября 1989 года Марисоль Турен вышла замуж за дипломата Мишеля Ревран-де Ментона, который впоследствии стал послом Франции в Мали (2006—2011) и в Чаде (2011—2013), а в 2013 году назначен специальным представителем Европейского союза по связям со странами Сахеля. У супругов есть трое детей.